# Franz Weschke
Franz Max Vollrath Weschke (* 2. Oktober 1883 in Dresden; † 31. Oktober 1944 ebenda) war ein deutscher Bildhauer. 

## Leben

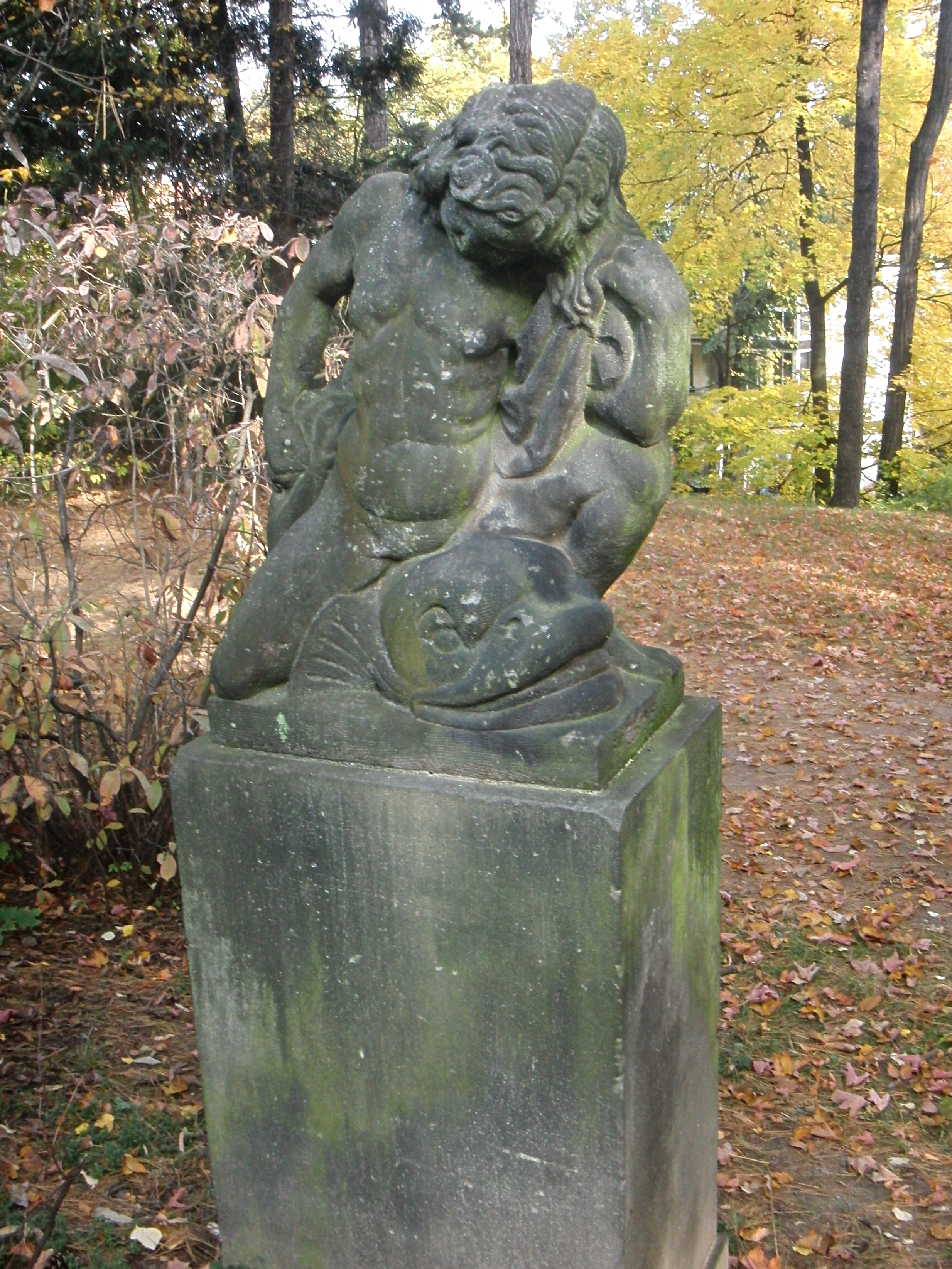
Sandsteinfigur Kind mit Delphin im Dresdner Fichtepark

Franz Weschke studierte von 1907 bis 1911 an der Dresdner Kunstakademie und war Meisterschüler bei Georg Wrba und bei Richard Müller im Fach Malen. Ab 1913 war er in Dresden als selbständiger Bildhauer tätig.
Weschke starb Ende Oktober 1944 in Dresden, er wurde auf dem Urnenhain Tolkewitz beerdigt. Wenige Monate später wurden im Februar 1945 durch die Bombardierungen Dresdens seine ehemalige Wohnung in der Reißigerstraße 30 und das Atelier in der Zinzendorfstraße 41 zerstört, mit ihnen alle Zeichnungen und Bilder wie auch die bildhauerischen Werke.

## Werke (Auswahl)

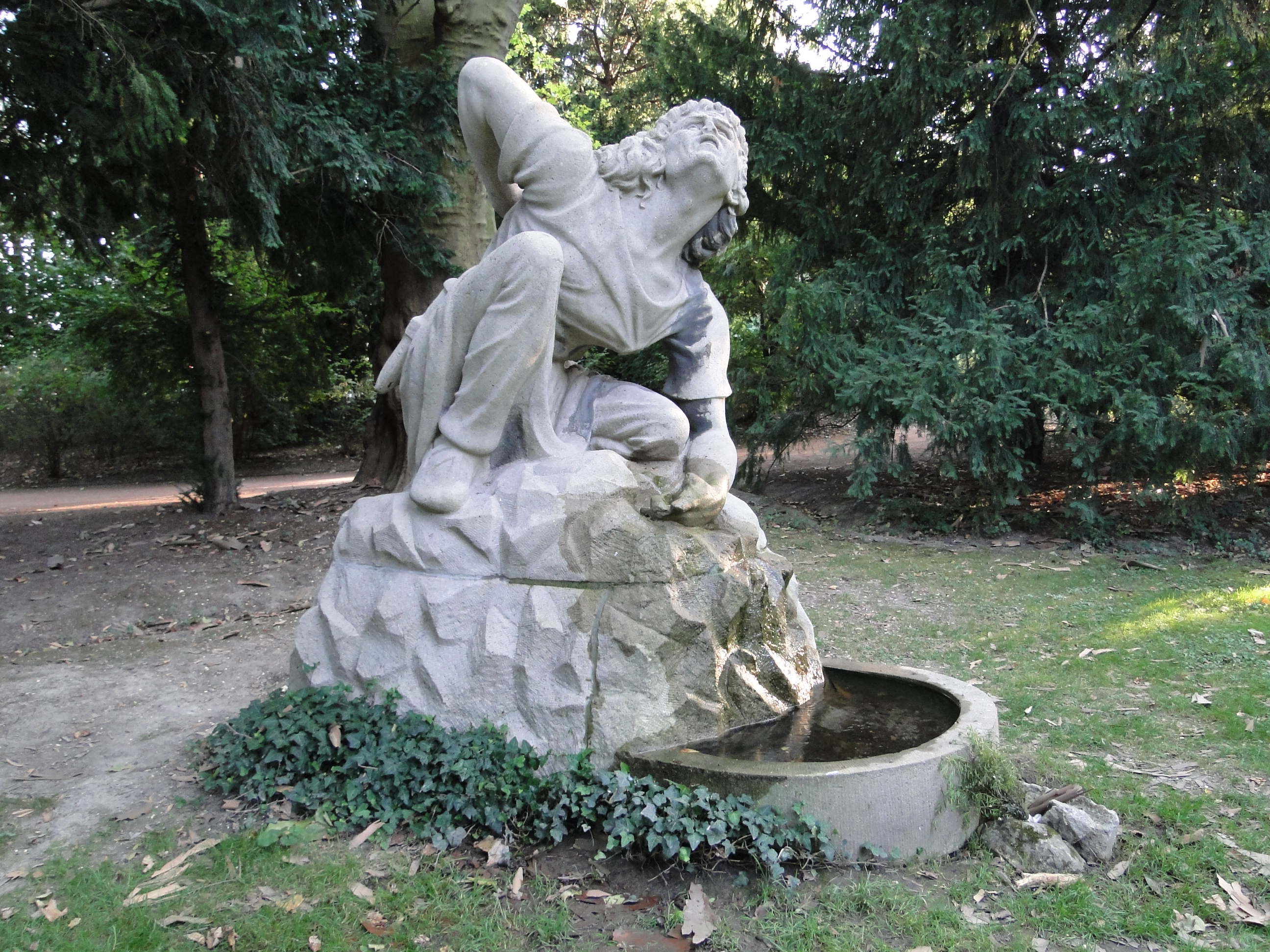
Siegfriedbrunnen

- 1920: Figur Kind mit Delphin im Fichtepark Dresden[3]
- 1936: Figur Siegfrieds Tod in der Bürgerwiese Dresden